# Kabel (Einheit)
Kabel, auch mit Heuleich(e) bezeichnet, war in Sachsen ein Haufen aus Heu. Im weitesten Sinn eine Ebene, Anlage oder Lege. Das Maß war ein Flächenmaß auf der Basis der sächsischen gültigen Maße und Gewichte.
- 1 Kabel = 20 Ruten lang, 2 Ruten breit = 40 Quadratruten = etwa 820 Quadratmeter